# Котельников, Михаил Фёдорович
Михаил Фёдорович Котельников (1923—1943) — участник Великой Отечественной войны, командир взвода 529-го стрелкового полка 163-й стрелковой дивизии 38-й армии Воронежского фронта, младший лейтенант. Герой Советского Союза (1943).

## Биография
Родился в 1923 году на хуторе Русско-Власовский ныне Морозовского района Ростовской области в крестьянской семье. Русский.
Окончил девять классов средней школы.
В 1941 году призван в ряды Красной Армии. В боях Великой Отечественной войны с октября 1941 года. В 1943 году окончил курсы младших лейтенантов.
1 октября 1943 года командир взвода младший лейтенант М. Ф. Котельников под огнём противника на подручных средствах переправил свой взвод на правый берег реки Днепр в районе села Лютеж Вышгородского района Киевской области и занял первые траншеи врага. В упорном бою взвод удержал лютежский плацдарм и обеспечил переправу роты. Когда при отражении нескольких контратак противника был ранен командир роты, младший лейтенант М. Ф. Котельников принял командование ротой на себя и продолжал выполнять боевую задачу по расширению плацдарма.
Погиб Котельников 6 ноября 1943 года в бою за село Святошино (ныне в черте города Киева). Похоронен в Киеве на Святошинском кладбище.

## Память
- Именем Героя названы улицы в городе Морозовске Ростовской области, в Киеве[3].

## Награды
- Указом Президиума Верховного Совета СССР от 29 октября 1943 года за образцовое выполнение боевых заданий командования на фронте борьбы с немецко-фашистским захватчиками и проявленные при этом мужество и героизм младшему лейтенанту Михаилу Фёдоровичу Котельникову присвоено звание Героя Советского Союза.
- Награждён орденом Ленина, орденом Красного Знамени.